# Althornbach
Ne doit pas être confondu avec Neuhornbach.
Althornbach (autrefois en français Vieil-Hornbach) est une municipalité de la commune fusionnée allemande de Deux-Ponts-Campagne (Verbandsgemeinde Zweibrücken-Land), dans l'arrondissement du Palatinat-Sud-Ouest en Rhénanie-Palatinat.
Elle est située au niveau de la frontière avec le Land de Sarre et à proximité de la frontière franco-allemande.

## Géographie

### Localisation
Traversé par la Horn, le village d'Althornbach se situe au niveau de la frontière entre Palatinat rhénan et Palatinat sarrois.

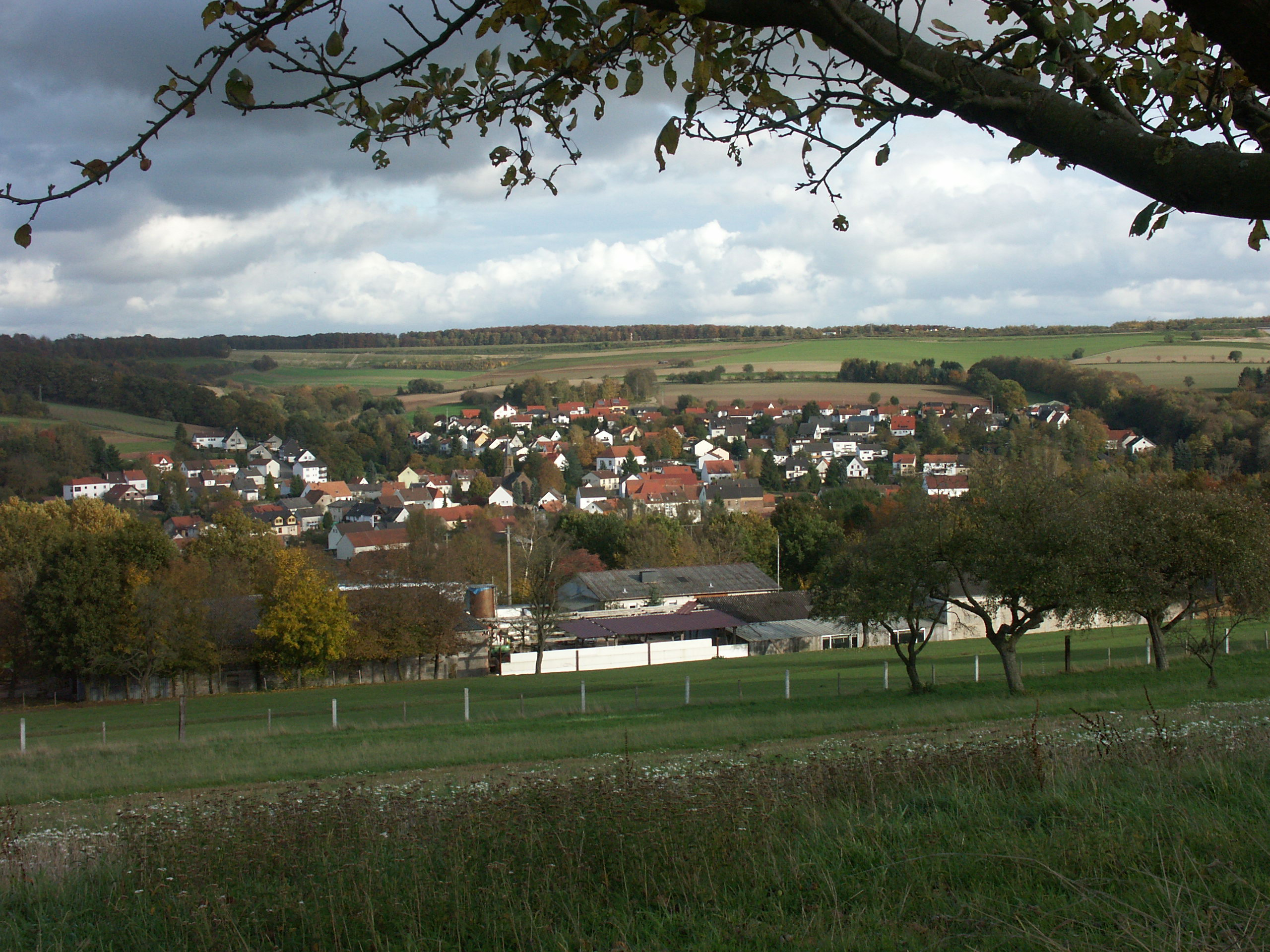
Vue du village.

## Histoire
L'histoire du village est indissociable de l'histoire de la ville voisine de Deux-Ponts, dont il a (presque) toujours dépendu.
Althornbach est mentionné pour la première fois en 1272 sous la forme veteri Horbaco. Le Bödingerhof est quant à lui mentionné Bedingheim en 1331. Ce n'est qu'à partir du XVIe siècle que ce dernier se transforme en ferme, car il était auparavant un village qui portait le nom de Bödingen. Il est en ruines jusqu'en 1670 et reconstruit par la suite.
Althornbach est le siège d'une prévôté du bailliage de Deux-Ponts (Oberamt Zweibrücken) jusqu'au XVIIIe siècle. En 1778, Il en dépend six villages et 207 familles.
Après la Révolution, le village ainsi que tout le reste de la rive gauche du Rhin deviennent français. Sous administration française, Althornbach fait partie du canton de Neuhornbach, de l'arrondissement de Deux-Ponts et du département du Mont-Tonnerre et est peuplé par 173 personnes (1802).
Après le congrès de Vienne en 1815, Althornbach est attribué à l'empire d'Autriche. Un plus tard, à la suite du traité de Munich, il passe au royaume de Bavière.
En 1972, après la suppression de l'arrondissement allemand de Deux-Ponts (de), le village rejoint l'arrondissement de Pirmasens, qui devient plus tard l'arrondissement du Palatinat-Sud-Ouest.

## Lieux et monuments

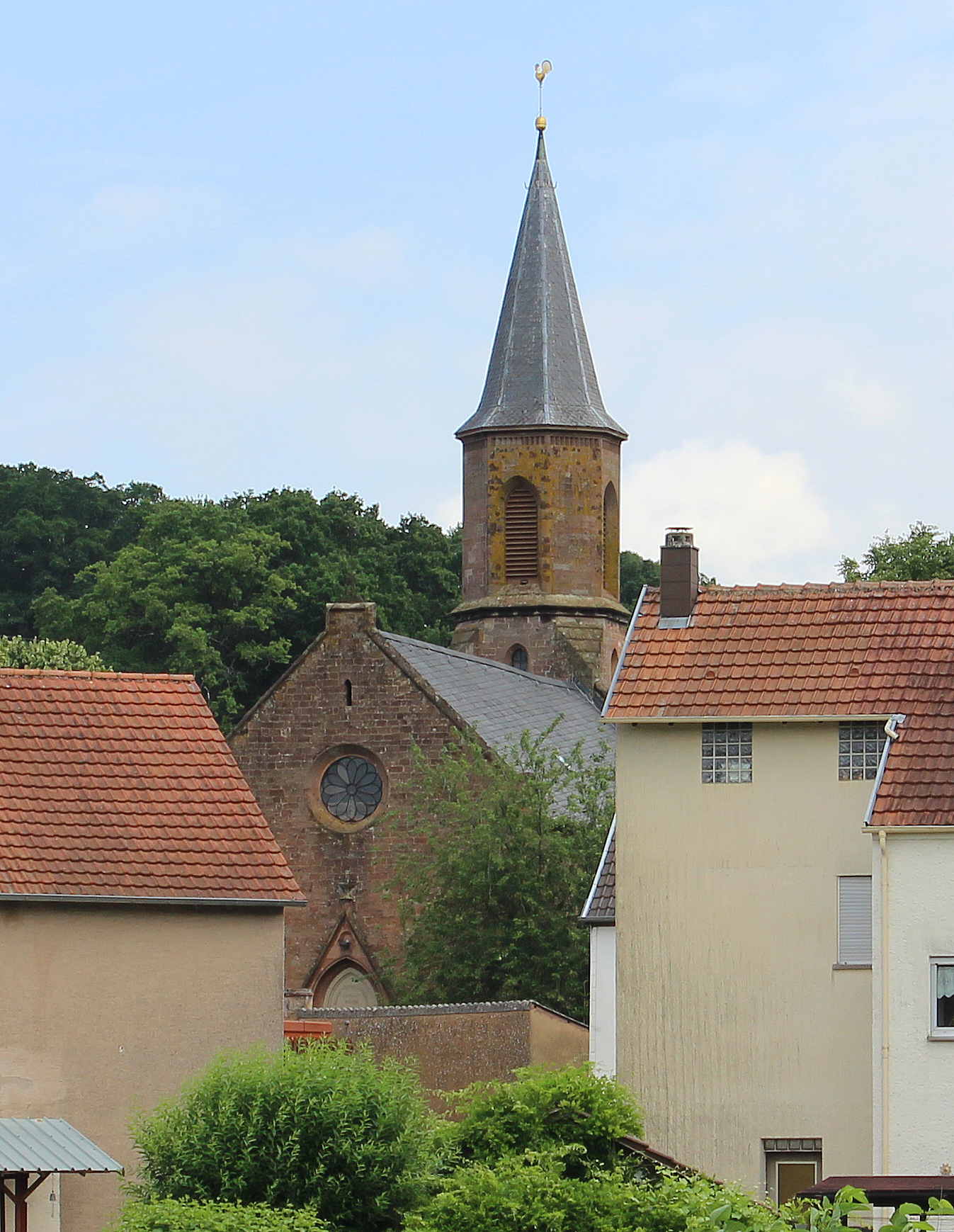
L'église d'Althornbach.
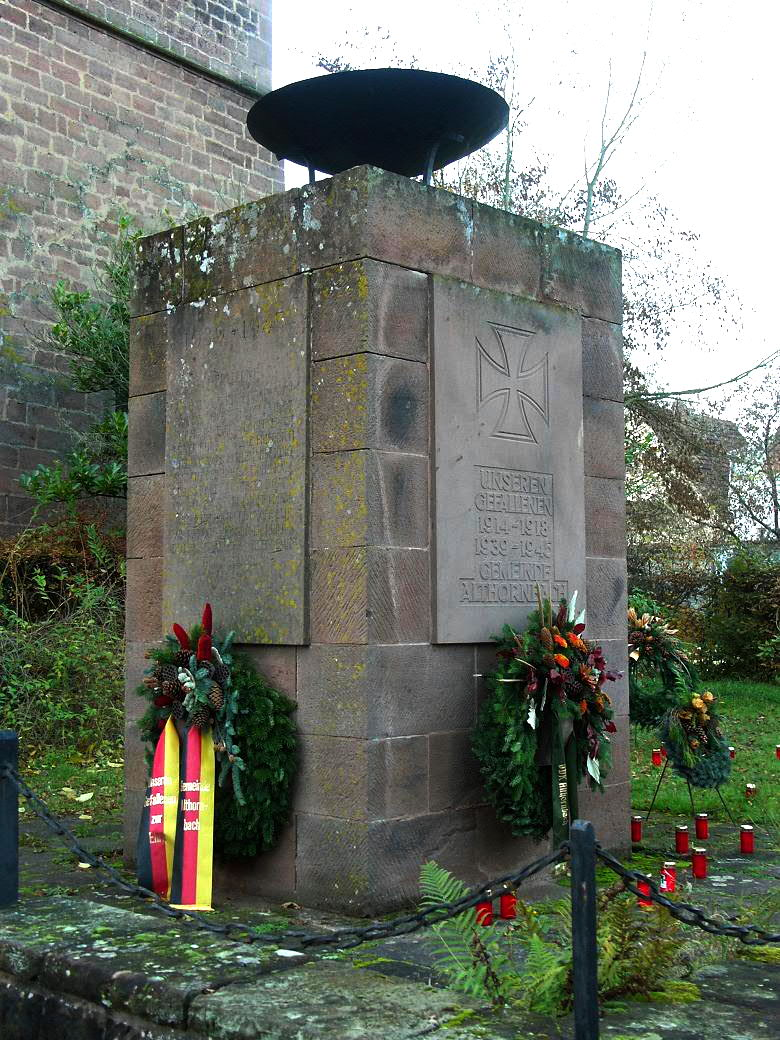
Monument aux morts.